# Tsing Ma Bridge

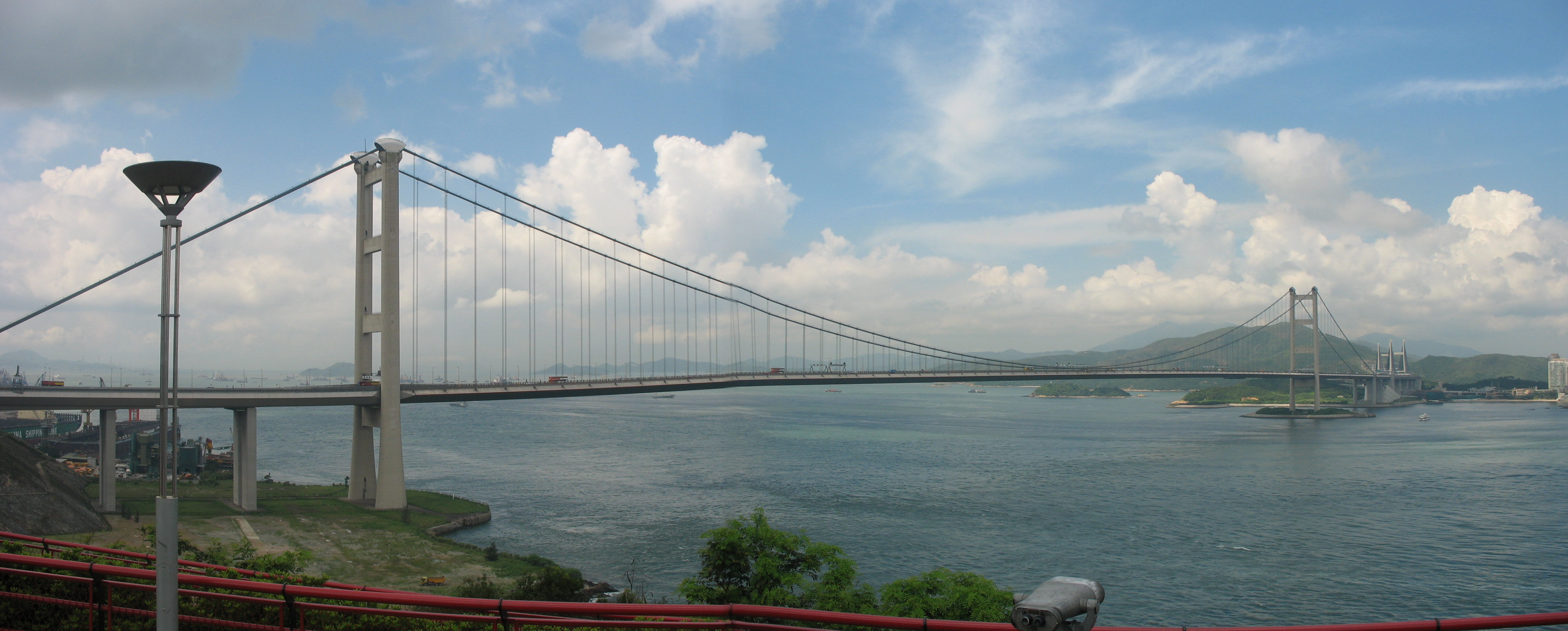
Tsing Ma bridge visto dall'Isola Tsing Yi

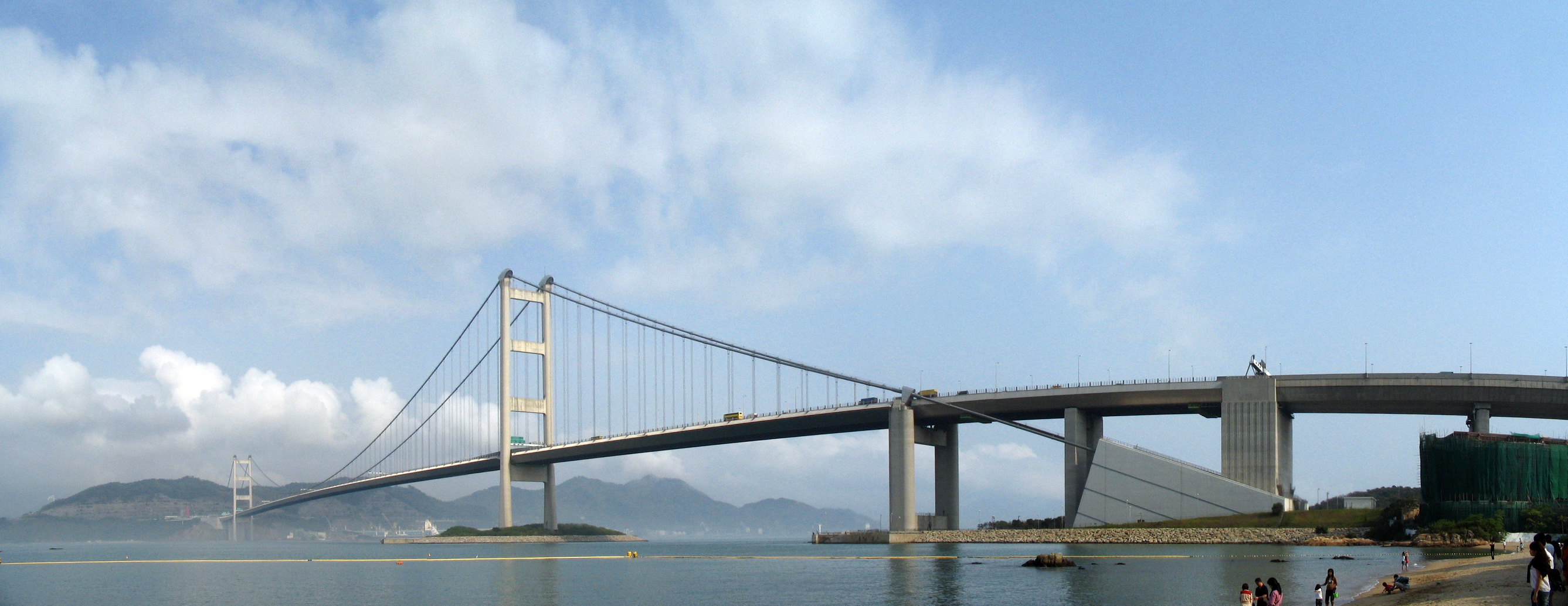
Tsing Ma Bridge visto dalla penisola Ma Wan

Tsing Ma Bridge è un ponte sospeso realizzato nella Repubblica popolare cinese a Hong Kong per conto del Highways Department, Hong Kong Government su progetto e ingegneria dello Studio di Ingegneria inglese  Mott MacDonald Hong Kong Limited dal Consorzio Anglo Japanese Construction JV. Il ponte, aperto al traffico nel 1997, prende il nome delle due sponde che collegano l'isola e la penisola di Hong Kong (Tsing e Ma). L'impalcato del ponte prevede sia il traffico stradale (tre corsie per ogni senso di marcia) che il traffico ferroviario (doppio binario). I due binari ferroviari sono alloggiati all'interno dell'impalcato (come se fossero in galleria) conferendo così una maggior sicurezza nei confronti del vento. Infatti anche con fortissimi venti (tifoni) il traffico ferroviario è sempre garantito. Il ponte ha una campata centrale di 1.377 m e un'altezza dei piloni di 206 m. Esso è il settimo ponte sospeso più grande del mondo per luce libera ma è il maggiore al mondo a sopportare contemporaneamente sia il traffico stradale (sei corsie) che quello ferroviario (due binari).

## Riferimenti
- Y. L. Xu, J. M. Ko and Z. Yu. "Modal analysis of tower-cable system of Tsing Ma long suspension bridge". Engineering Structures. Volume 19, Issue 10, October 1997, pp. 857–867.